# Gérard Krawczyk
Gérard Krawczyk (nacido en París el 17 de mayo de 1953) es un director, actor y guionista francés de origen polaco (sus abuelos eran de Częstochowa).

## Filmografía

### Director
Cortometrajes
- 1980 : The Subtil Concept
- 1981 : Toro Moreno

Largometrajes
- 1984 : Homicidios por noche
- 1986 : Odio a los actores
- 1987 : Verano en pendiente
- 1997 : Heroínas
- 1993 : El precio de una mujer
- 2000 : Taxi 2
- 2001 : Wasabi
- 2003 : Taxi 3
- 2003 : Fanfan el tulipán
- 2005 : ¡La vida es nuestra!
- 2007 : Taxi 4
- 2007 : El albergue rojo

### Asistente realizador
- 1981 : Si mi boca, por favor ... de Michel Caputo

### Actor
- 1981 : Si mi boca, por favor ... de Michel Caputo con Valérie Mairesse y Bernadette Lafont
- 1996 : XY de Jean-Paul Lilienfeld con Clémentine Célarié y Patrick Braoudé
- 1996 : Amor y confusiones de Patrick Braoudé con Patrick Braoudé y Kristin Scott Thomas
- 1997 : Heroínas de Gérard Krawczyk con Virginie Ledoyen y Maidi Roth
- 1999 : Juana de Arco de Luc Besson con Milla Jovovich y Dustin Hoffman
- 2008 : Cliente de Josiane Balasko con Nathalie Baye, Isabelle Carré, Eric Caravaca y Josiane Balasko

### Escenista
- 1986 : Odio a los actores de Gérard Krawczyk con Michel Galabru y Pauline Lafont
- 1987 : Verano en pendiente de Gérard Krawczyk con Jacques Villeret, Jean-Pierre Bacri y Pauline Lafont
- 1997 : Heroínas de Gérard Krawczyk con Virginie Ledoyen y Maidi Roth

## Resultados en taquilla
| Película             | Año  | Taquilla francesa   |
| Odio a los actores   | 1986 | 414 153 entradas    |
| Verano en pendiente  | 1987 | 785 791 entradas    |
| Heroínas             | 1997 | 59 956 entradas     |
| Taxi 2               | 2000 | 10 345 901 entradas |
| Wasabi               | 2001 | 1 279 352 entradas  |
| Fanfan el tulipán    | 2003 | 1 249 692 entradas  |
| Taxi 3               | 2003 | 6 151 691 entradas  |
| ¡La vida es nuestra! | 2005 | 49 071 entradas     |
| Taxi 4               | 2007 | 4 562 928 entradas  |
| El albergue rojo     | 2007 | 799 355 entradas    |
| Total                | -    | 25 697 890 entradas |